# Bergenia tianquanensis
Bergenia tianquanensis és una espècie de planta del gènere Bergenia que pertany a la família de les Saxifragàcies. La planta creix en les esquerdes de les roques, a 2200-3300 metres al centre de Sichuan (Tianquan Xian) (Xina).
Són herbes perennes d'uns 25 cm d'alçada. Els rizomes són de color marró fosc gruixudes i escamoses. Les fulles totes són basals. El pecíol és una part pilosa sense beina d'uns 1,5 cm. El revestiment de base és ciliat rígidament al marge. El limbe és obovada a àmpliament així de 4,9 a 8,4 × 4,3 a 8,8 cm coriàcia les dues superfícies subsèssil glandular cuneades base dentada i marge serrat rígidament ciliats àpex obtús. La inflorescència és cimosa d'uns 7-11,5 cm. Les branques i pedicels glandulars peludes. Els sèpals erectes subligulat 9-10 × 4-5,6 mm coriàcies subsèssils glandular venes confluents sobretot en l'àpex de marge glabra àpex obtús. Els pètals són de color vermellós el·líptiques d'uns 1,6 × 1 cm, venes moltes la base es van estrènyer en una arpa d'uns 3 mm àpex obtús. Els estams d'uns 1,2 cm; filaments subulada. L'ovari semiinferior de forma ovoide d'uns 6 mm. Tenen dos estils que fan aproximadament 1 cm. Les flors floreixen entre maig i juny.

## Taxonomia
Bergenia tianquanensis va ser descrita per J.T. Pan i publicat a Acta Phytotaxonomica Sinica 32(6): 571–573, pl. 1. 1994.